# Rakiszki
Rakiszki (lit. Rokiškis wymowaⓘ) – miasto na północy Litwy, w Auksztocie, położone w okręgu poniewieskim, 60 km na północ od Uciany, z populacją 17 tys. mieszkańców (2002).

## Gospodarka
W mieście rozwinął się przemysł metalowy, maszynowy, spożywczy, drzewno-papierniczy oraz lekki.

## Historia

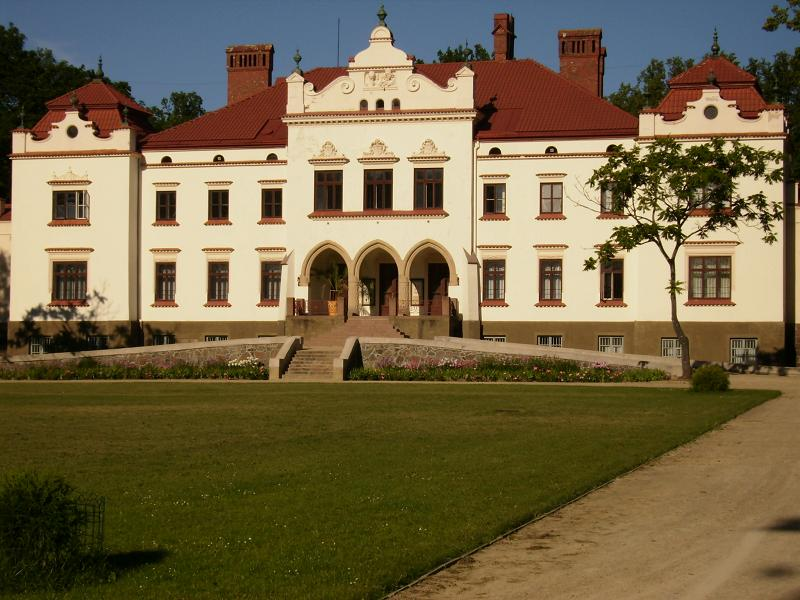
Pałac w Rakiszkach wybudowany przez Ignacego Tyzenhauza

Pierwsza wzmianka o dworze stojącym w Rakiszkach pochodzi z 1499. Kościół i parafia rakiska wzmiankowane są po raz pierwszy w 1500. Do 1547 dobra ziemskie były królewszczyzną, którą Zygmunt II August nadał kniaziom Kroszyńskim. W XVIII w. przeszły w ręce Tyzenhauzów – ostatni z tego rodu to Rajnold Tyzenhauz, po nim dobra odziedziczyła jego siostra Maria Przezdziecka i w rękach tej rodziny Rakiszki znajdowały do II wojny światowej. Pałac w stylu  włoskim z 1801 wybudowany przez Ignacego Tyzenhauza, przebudowany w 1905 przez Jana Przezdzieckiego w stylu polskiego baroku. 
Dzięki tym właścicielom miasto bardzo rozwinęło się w XIX i XX wieku: zbudowano hale targowe, szpital, browar, młyn, szkołę i cegielnia. Tyzenhauzowie ufundowali kościół pw. św. Mateusza. Konstanty Tyzenhauz, mieszkający w Rakiszkach zoolog zgromadził na początku XIX w. zbiory przyrodnicze, które przekazał później Uniwersytetowi Wileńskiemu.
Rakiszki były siedzibą gminy w powiecie nowoaleksandrowskim, obejmującej 172 wsi. Należały do nich zaścianki Łaszupiewis i Łobokiszki.
Do rozwoju miasta znacznie przyczyniła się też przechodząca nieopodal linia kolejowa Dyneburg-Lipawa, którą zbudowano w 1873.
Po wojnie polsko-litewskiej miasto znalazło się w granicach Litwy. W latach 1939–1940 znajdował się tam litewski obóz dla internowanych oficerów polskich. 
Podczas okupacji hitlerowskiej na początku lipca 1941 roku Niemcy utworzyli getto dla żydowskich mieszkańców. Przebywało w nim około 2000 osób. 25 sierpnia 1941 roku Niemcy zlikwidowali getto, a Żydów zamordowano. 
Obecnie miasto jest znane na Litwie dzięki działającej od lat 20. fabryce serów Rokiškio sūris.

## Herb
Obecny herb miasta pochodzi z 1993. Pole z lichtarzem symbolizuje pierwszych właścicieli miasta: Kroszyńskich; byk symbolizuje Tyzenhauzów, a fleur-de-lis – Przeździeckich. Ostatnie pole przedstawia organy z kościoła pw. św. Mateusza.

## Zabytki
- Pałac klasycystyczny wybudował w 1801 Ignacy Tyzenhauz, a w 1905 Jan Przeździecki gruntownie go przebudował nadając mu wygląd neorenesansowy. Przed I wojną światową w pałacu zgromadzono cenne zbiory sztuki, które ewakuowane do Kijowa w 1915 uległy rozproszeniu[7]. Częściowo zachował się wystrój wnętrz. W roku 1939 od września do grudnia zakwaterowani tu byli polscy oficerowie internowani na Litwie. Obecnie w pałacu jest muzeum krajoznawcze założone w 1940, posiadające ponad 60 tys. eksponatów.
- Zameczek – stoi w parku nad stawem, najprawdopodobniej przebudowana część XVII-wiecznego zamku Kroszyńskich.
- W zespole pałacowym zachowało się kilka zabudowań gospodarczych, a nad rzeką Laukupą[8] (Laukupe) browar i młyn parowy.
- Park o pow. 28 ha, tzw. regularny założony w XVIII w. otacza zespół pałacowy. Na terenie parku skansen architektury ludowej z okolic Rakiszek.
- Kościół katolicki, neogotycki, fundacji Rajnolda Tyzenhauza, wybudowany w latach 1868–1885. Odnowiony w 1975. Wieżo-dzwonnica wysokości 60 m. Elementy wyposażenia wnętrza sprowadzono z całej Europy (ołtarz – Paryż, organy – Niemcy, dzwon – Strasburg, witraże – Wiedeń, meble – Belgia). W podziemiach krypta grobowa Tyzenhauzów. Obok kościoła okrągła kaplica z 1883.
- Hale targowe z początku XIX w. fundacji Tyzenhauzów.
- Zabytkowy układ przestrzenny miasta z końca XVIII w. Oś długości 1 km tworzy pałac z kościołem.

## Miasta partnerskie
- Pabianice, Polska